# Bodil Rosing
Bodil Rosing est une actrice danoise, née Bodil Hammerich, le 27 décembre 1877 à Copenhague et décédée le 31 décembre 1941 à Hollywood. Son père était le musicologue danois Angul Hammerich et sa mère la pianiste Golla Hammerich. Sa fille Tova Jansen épousera l’acteur hollywoodien Monte Blue.

## Biographie
Bodil Hammerich Rosing a étudié au Théâtre Royal de Copenhague où elle commença sa carrière dans les années 1890. Au début des années 1920, elle traverse l'Atlantique et jouera quelques rôles à Broadway, notamment Fools errant (1922). Après le mariage de sa fille à l'acteur Monte Blue, elle entrera dans le milieu Hollywoodien et sera choisie pour jouer un rôle dans Pretty Ladies (1925).
Bodil Rosing sera alors sous contrat avec la MGM et spécialisée dans les rôles de personnes plus âgées (servantes, cuisinières ou mères). Son rôle le plus marquant sera celui de la servante fidèle de Janet Gaylor dans le film muet Sunrise: A Song of Two Humans de F. W. Murnau (1927).
Avec l'émergence du cinéma parlant, elle excellera à jouer des rôles d’immigrés ou étrangers où elle devait imiter des accents d'allemandes, de russes juives, de françaises, d'irlandaises, de suédoises ou encore de suisses. Les films dans lesquels elle joue montrent aussi qu'elle pouvait selon les besoins se donner derrière la caméra 15 ans de plus ou de moins.
Bodil Rosing a participé à environ 85 films. Elle sera notamment la femme de son compatriote danois Jean Hersholt dans The Painted Veil (1934) avec Greta Garbo. Elle jouera aussi le rôle de la femme du voisin allemand de Lionel Barrymore dans You Can't Take It with You (1938) de Frank Capra.
Bodil Rosing reste connue pour avoir donné beaucoup d'humanité à ses rôles. Peu avant son décès, elle affirmera ainsi que son objectif avait toujours été «d'atteindre le cœur de son audience».

## Filmographie

### Actrice

#### Cinéma
- 1925 : La Tour des mensonges de Victor Sjöström (non créditée)
- 1925 : Les Feux de la rampe de Monta Bell (non créditée)
- 1925 : Lights of Old Broadway de Monta Bell
- 1926 : Les Bateliers de la Volga  de Cecil B. DeMille (non créditée)
- 1926 : The City de Roy William Neill : Sarah
- 1926 : The Midnight Kiss : femme de chambre
- 1926 : The Return of Peter Grimm : Marta (non créditée)
- 1926 : The Sporting Lover d'Alan Hale : Nora O'Brien
- 1926 : Ça... c'est de l'amour : Mom Schmidt
- 1927 : Blondes by Choice : Caroline Bennett
- 1927 : Fascinée ! : Femme de ménage
- 1927 : L'Aurore de Friedrich Wilhelm Murnau : Femme de ménage
- 1927 : Wild Geese : Mme Sandbo
- 1928 : La Femme de Moscou (The Woman from Moscow) : Nadia
- 1928 : La Mauvaise Route de William Nigh : Mère de Jim
- 1928 : La Roue du destin : Sara Turkeltaub
- 1928 : Out of the Ruins : Mère Gilbert
- 1928 : Quand la flotte atterrit de Malcolm St. Clair : Mme Deane
- 1928 : The Big Noise d'Allan Dwan : Ma Sloval
- 1928 : The Port of Missing Girls : Elsa
- 1928 : Tu ne tueras pas ! : Mère d'Yvonne
- 1929 : Papillons de nuit (Broadway Babies) de Mervyn LeRoy : Durgan
- 1929 : King of the Rodeo : Mère
- 1929 : L'Abîme d'Ernst Lubitsch : la gouvernante
- 1929 : Mensonges de Lewis Milestone : Mère d'Andre
- 1929 : The Bishop Murder Case : Grete Menzel
- 1929 : Why Be Good ? : Ma Kelly
- 1930 : A Lady's Morals : Aubergiste
- 1930 : Hello Sister : Martha Peddie
- 1930 : L'Amant de minuit de Hamilton MacFadden : Masseuse (non créditée)
- 1930 : Madame et ses partenaires de Leo McCarey : Martha
- 1930 : À l'ouest rien de nouveau de Lewis Milestone : la mère du patient à l'hôpital (non créditée)
- 1931 : Surrender de William K. Howard : Domenica
- 1931 : Three Who Loved : Mme 'Tante Anna' Larson
- 1932 : 6 Hours to Live : Greta (non créditée)
- 1932 : Downstairs de Monta Bell : Sophie
- 1932 : Grand Hôtel d'Edmund Goulding : Infirmière (non créditée)
- 1932 : The Match King : Frau Necher (non créditée)
- 1932 : The Miracle Man de Norman Z. McLeod (non créditée)
- 1933 : Ex-Lady de Robert Florey : Mère de Mme Bauer - Helen
- 1933 : Je suis un vagabond : Matron (non créditée)
- 1933 : La Reine Christine : Femme d'Innkeeper (non créditée)
- 1933 : The Crime of the Century : Hilda Ericson - Femme de ménage
- 1933 : Une soirée à Vienne : Kathie
- 1934 : All Men Are Enemies : Landlady (non créditée)
- 1934 : Crimson Romance : Mama von Bergen
- 1934 : Et demain ? : Frau Kleinholz
- 1934 : Le Voile des illusions de Richard Boleslawski : Frau Koerber
- 1934 : Mandalay de Michael Curtiz : Mme Kleinschmidt
- 1934 : Such Women Are Dangerous : Helma
- 1935 : A Night at the Ritz : Mama Jaynos
- 1935 : Let 'Em Have It de Sam Wood : Mme Keefer
- 1935 : Peter Ibbetson de Henry Hathaway (scènes coupées au montage)
- 1935 : Roberta de William A. Seiter : Fernande
- 1935 : Le Chanteur de Broadway (King Kelly of the U.S.A.) de Leonard Fields : Sylvia
- 1935 : Thunder in the Night : Lisa
- 1935 : Ultime Forfait : Ma
- 1936 : A Wedtime Story
- 1936 : Hearts in Bondage (en) de Lew Ayres : Mme Adams
- 1936 : Le Meurtre de John Carter : Theresa (non créditée)
- 1936 : Rose Bowl de Charles Barton : Mme Schultz (non créditée)
- 1936 : Une fine mouche de Jack Conway (non créditée)
- 1937 : Déjeuner pour deux d'Alfred Santell : Nanny  (non créditée)
- 1937 : Heidi la sauvageonne (Heidi) d'Allan Dwan (non créditée)
- 1937 : Little Pioneer
- 1937 : Marie Walewska de Clarence Brown : Anna (non créditée)
- 1937 : Michael O'Halloran : Mme Polska
- 1937 : Le Prince X (Thin Ice) de Sidney Lanfield : Femme d'Otto (non créditée)
- 1938 : Après la tempête (The First Hundred Years) de Richard Thorpe : Martha
- 1938 : Toute la ville danse de Julien Duvivier : Aubergiste (non créditée)
- 1938 : Vous ne l'emporterez pas avec vous de Frank Capra : Mme Schmidt
- 1939 : Edith Cavell de Herbert Wilcox : Charlotte
- 1939 : Frou-frou de Broadway (The Star Maker) de Roy Del Ruth : Mme Swanson
- 1939 : Hitler - Beast of Berlin de Sam Newfield : Frau Kohler
- 1939 : Hotel Imperial de Robert Florey : Ratty Vieille Femme (non créditée)
- 1939 : Les Aveux d'un espion nazi
- 1940 : Florian d'Edwin L. Marin : Femme de ménage d'Anna - Diana (non créditée)
- 1940 : Four Sons d'Archie Mayo (non créditée)
- 1940 : La Tempête qui tue de Frank Borzage : Vieille femme du train (non créditée)
- 1941 : Le Tombeur du Michigan (Reaching for the Sun) de William A. Wellman : la mère de Rita
- 1941 : Man at Large : Klara
- 1941 : Marry the Boss's Daughter : Mme Polgar
- 1941 : No Greater Sin : 'Ma' James
- 1941 : They Dare Not Love de James Whale : Leni (non créditée)